# Veselinka Šarić
Veselinka Šarić (Šibenik, 1971.), bivša je hrvatska košarkašica. Legendarna igračica šibenskoga Elemesa uz Daniru Nakić. Majka košarkaša Darija Šarića.

## Karijera
Košarku je počela trenirati s 11-12 godina. Krajem 1980-ih zaigrala je za šibenski Elemes, za kojeg je prestala nastupati 1994. kada je rodila Darija Šarića. Godine 2004. stigao je neočekivani poziv iz lokalnog šibenskog kluba ŽKK Vidici Dalmostan kojem je pomogla pri ulasku u Prvu ligu. Igrala je još nekoliko godina za taj klub, a onda je okončala karijeru. 

## Privatni život
Supruga je bivšeg košarkaša i jednog od najboljih strijelaca Šibenke u povijesti Predraga Šarića, s kojim je 1994. godine dobila Darija Šarića, a kasnije i Danu Šarić, također košarkašicu aktualnu U-16 hrvatsku reprezentativku.